# 兰德斯贝根
兰德斯贝根是德国下萨克森州的一个市镇。总面积41.92平方公里，总人口2834人，其中男性1377人，女性1457人（2011年12月31日），人口密度68人/平方公里。